# 水牛城大學
纽约州立大学布法罗分校（英語：State University of New York at Buffalo），通称布法罗大学（英語：University at Buffalo）位于美國纽约州西部布法罗市北部，是纽约州立大学系统中规模最大的综合性研究型大学，美国大学协会成员。
学校成立于1846年，1962年并入纽约州立大学系统。水牛城大學位列美國新聞與世界報導美國前40名的公立大學 ，同时也是纽约州第一大的公立旗艦大学。依卡內基學術基金會分類，學校被歸為R1博士研究綜合型大學，校友遍及商界，政界和科学界。校友和教职人员中包括一任美國總統，多位太空人，美国国家科学院院士，诺贝尔獎得主，艾美奖得主，奥斯卡奖得主和普立茲獎得主。

## 历史

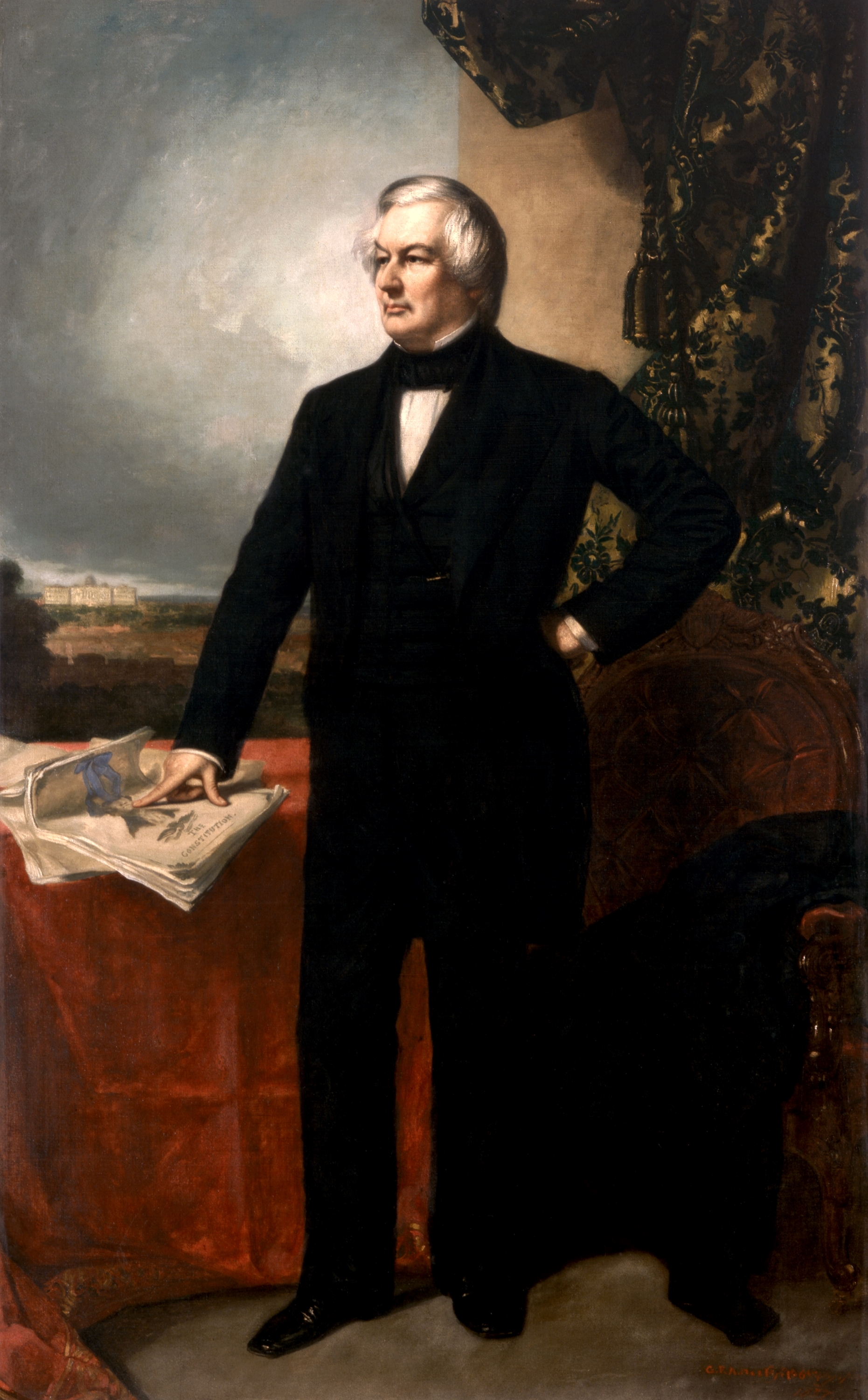
美国第十三任总统米勒德·菲尔莫尔

创办之初，学校是一所私立医科学院，通过与附近医院的密切合作，旨在为水牛城和尼亚加拉瀑布附近社区的医生提供培训。学校第一任校长是后来的美国第十三任总统米勒德·菲尔莫尔。
1891年兼并了尼亚加拉大学的法学院，并于1909年开始在布法罗市区北界修建设施完备的校园（现南校区）。1915年，布法罗大学组建了人文科学学院，并在之后的几十年中逐渐发展为一所拥有多个本科学院及研究生院的综合性大学。1962年，学校加入纽约州立大学系统。
1964年，获得了布法罗以北阿默斯特镇的大片土地，在这里建立了第二个校区（现北校区），作为学校主要的教学与研究中心，并将除医学院以外的大多数院系转移至此。
1993年夏季世界大学生运动会：第十七届夏季大学生运动会于1993年8月7日-8月18日在布法罗举行。共有来自117个国家，一共5105名运动员参加。主要赛事在纽约州立大学布法罗分校举办。中国大学生女子足球队获得冠军。游泳名将乐靖宜在女子50米和100米自由泳中获得两枚金牌。
2005年开始加紧实施“UB 2020”振兴计划。根据该计划，布法罗大学将在2020年逐渐扩招40%。但因为前州长下台该计划受阻。

## 校园
学校拥有面积广大的校园，分南北两个校区以及市区的罗斯维尔帕克癌症中心。
学校提供校车运送学生往来南北校区，每天运行20小时，包括假期在内每周七天运行。同时，由于北校区面积极大，在校区内也设置了小型客车穿梭于学校建筑与宿舍区间。此外，学校还在每周三和周六的下午提供校车往返于两个校区和附近超级市场与购物中心，为学生购物提供便利。

### 北校区
北校区位于纽约州布法罗市郊区的小镇阿默斯特，占地1,200 英亩，现为学校管理机构和大多数院系所在地。除教学研究设施外，校区中还设有多个宿舍区和餐厅、活动中心、学生会、电影院、艺术中心、书店、体育馆和室外球场。

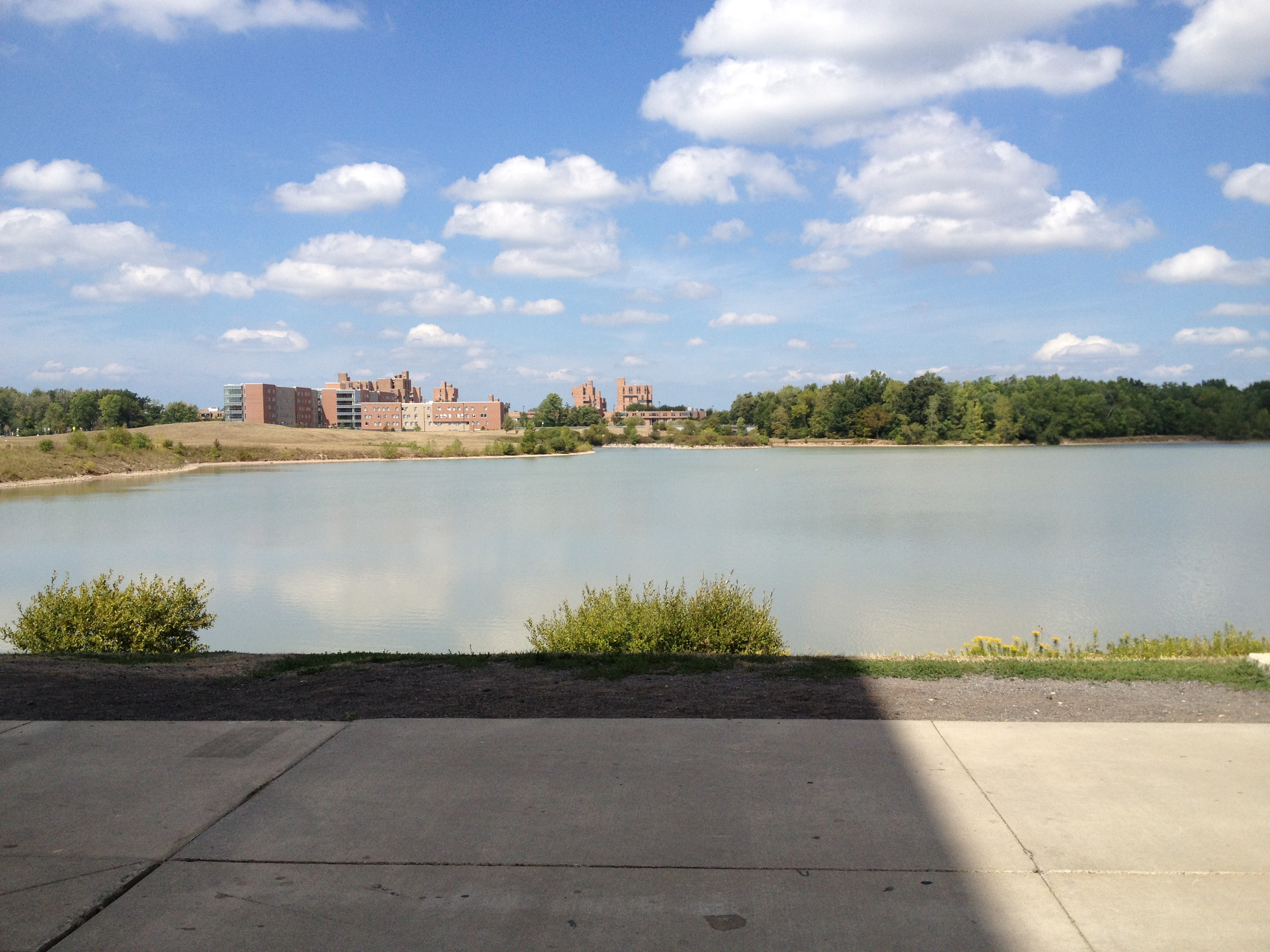
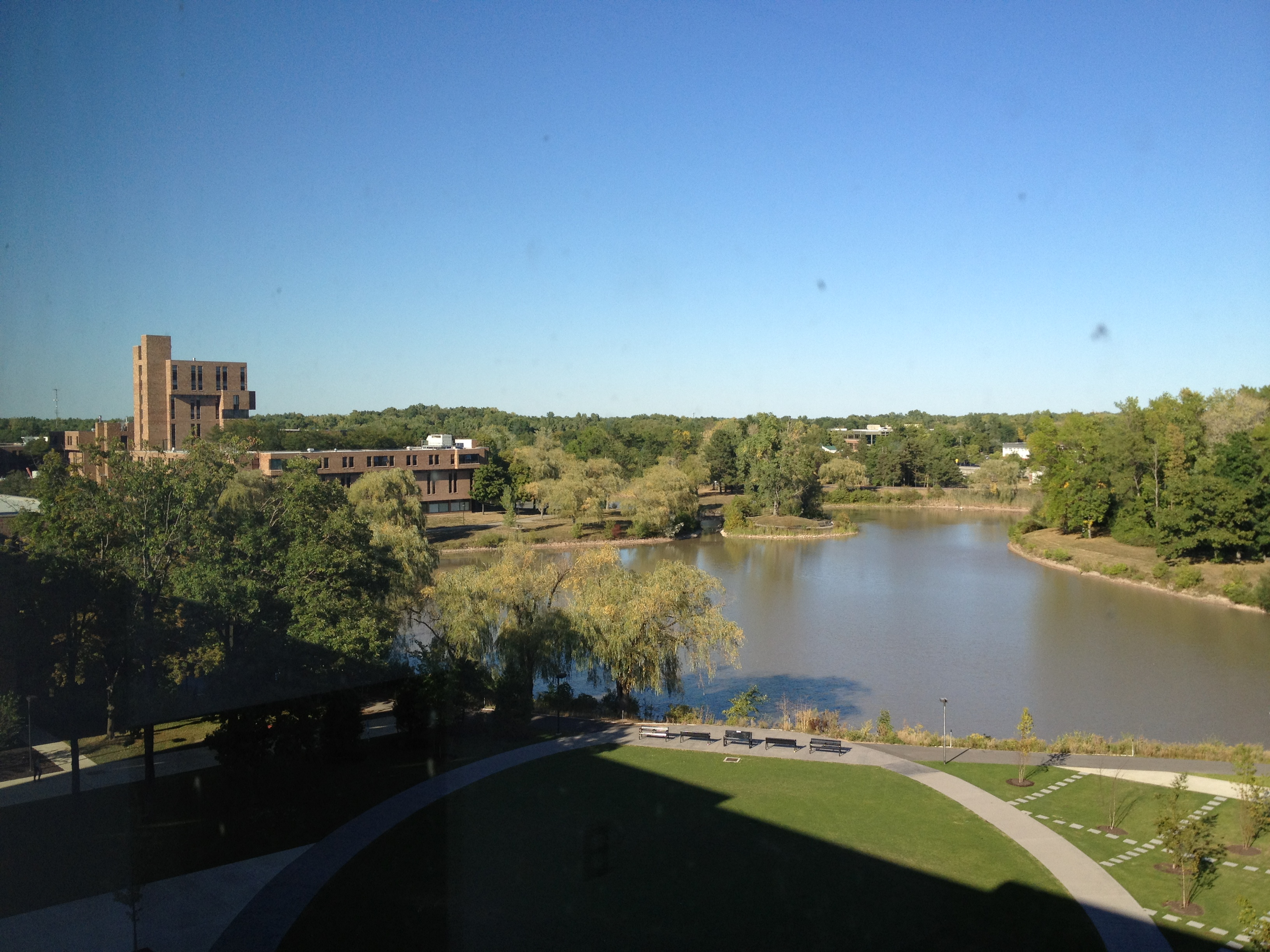
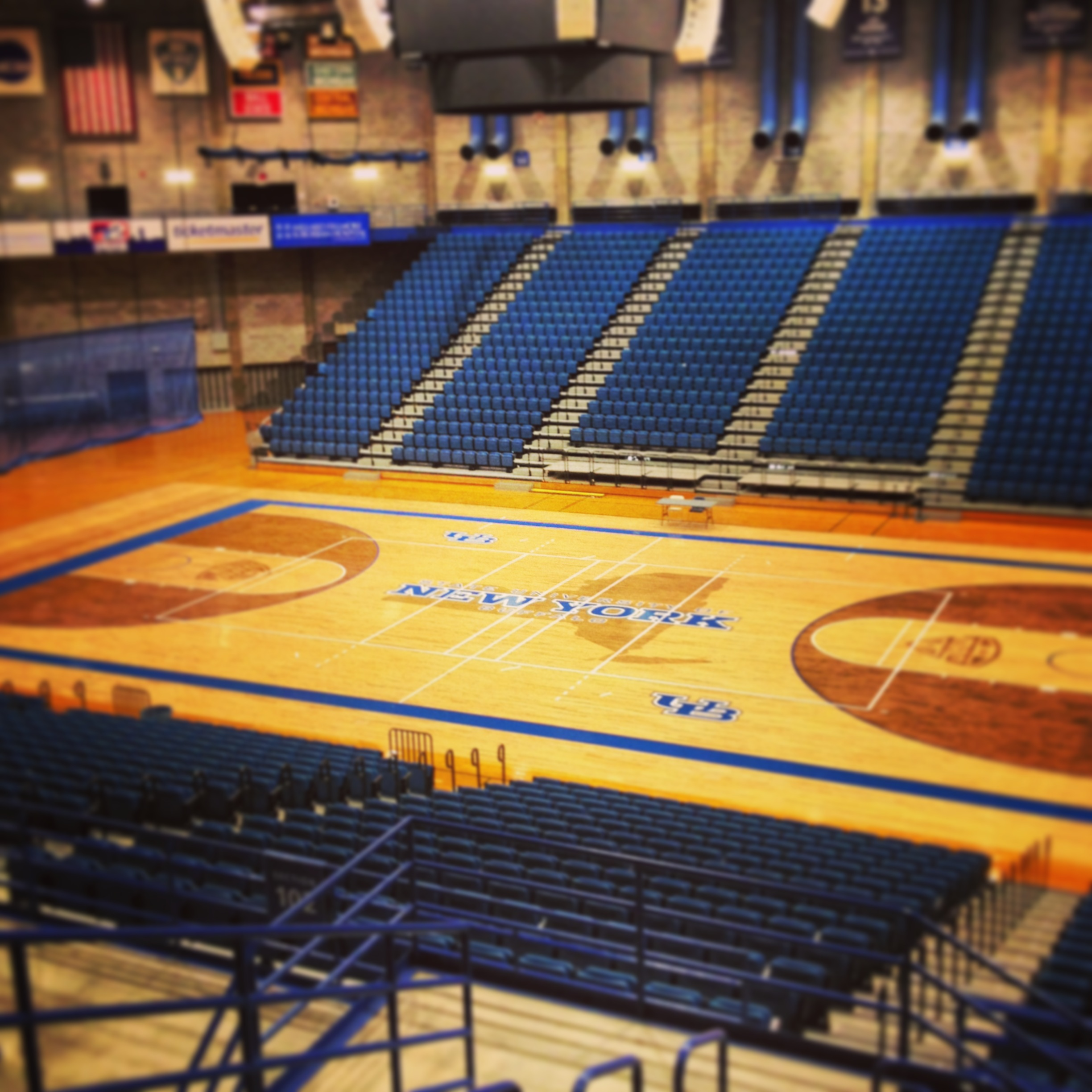
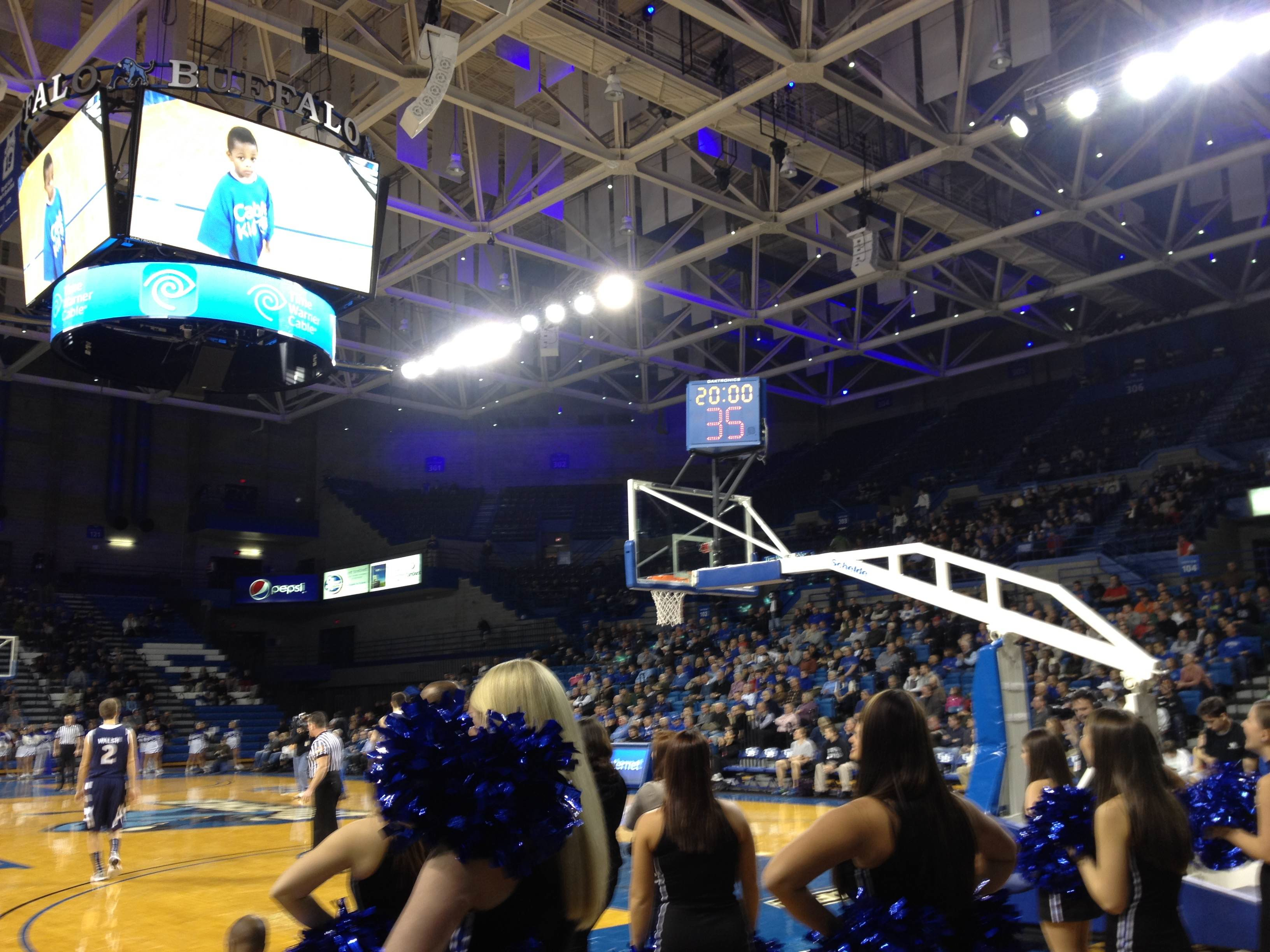
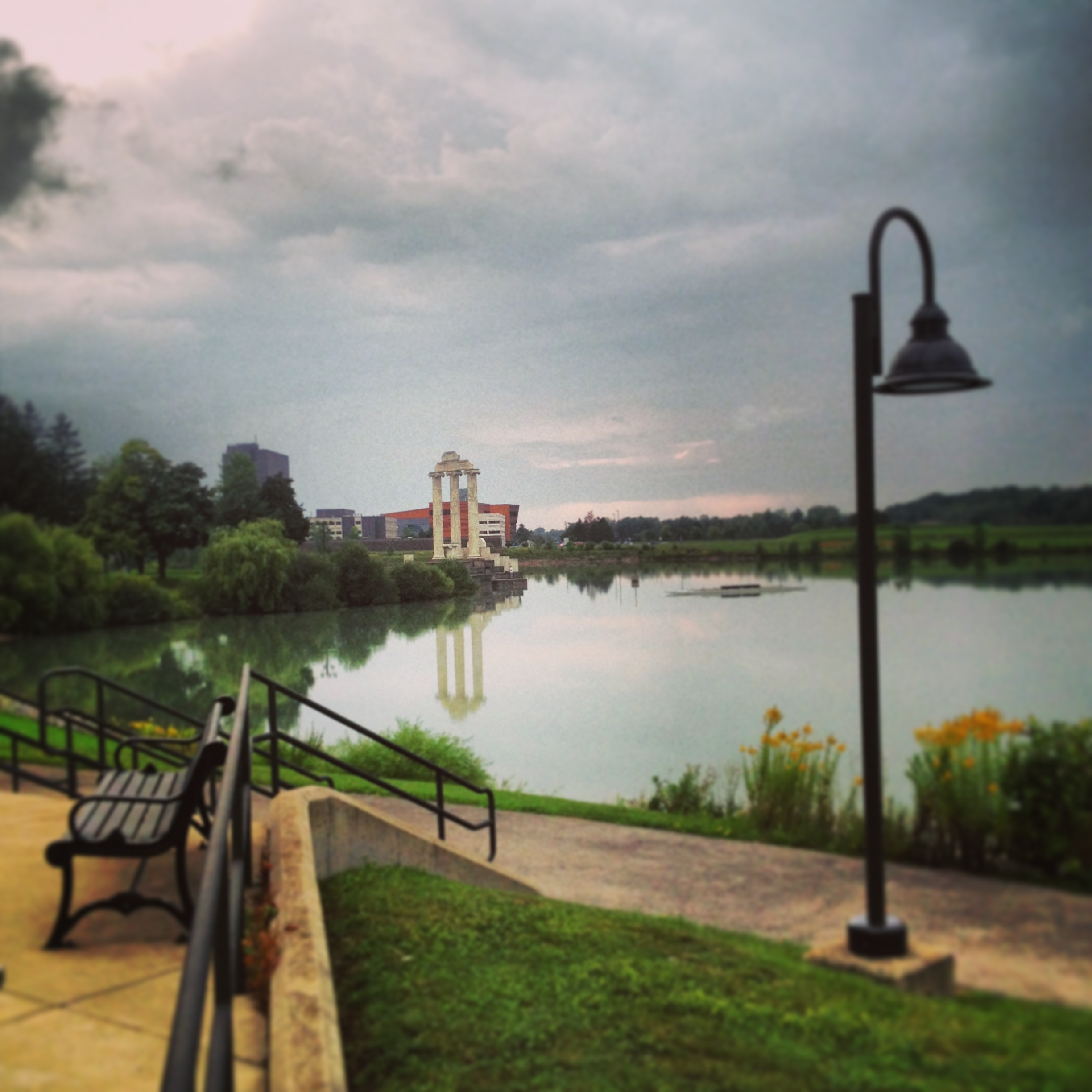

### 南校区
拥有一百多年历史的南校区有很多古典建筑，是UB最漂亮、最古典的地区。地处布法罗市区北界，占地150余英亩，距离北校区三英里，主要包括医学院、建筑与规划学院、学生医疗中心以及其他少数几个理工科系的实验室。这里是布法罗唯一一条地铁线的终端，直接通往市区。南校到位于罗斯威尔·帕克癌症研究所的市区校园有校车。

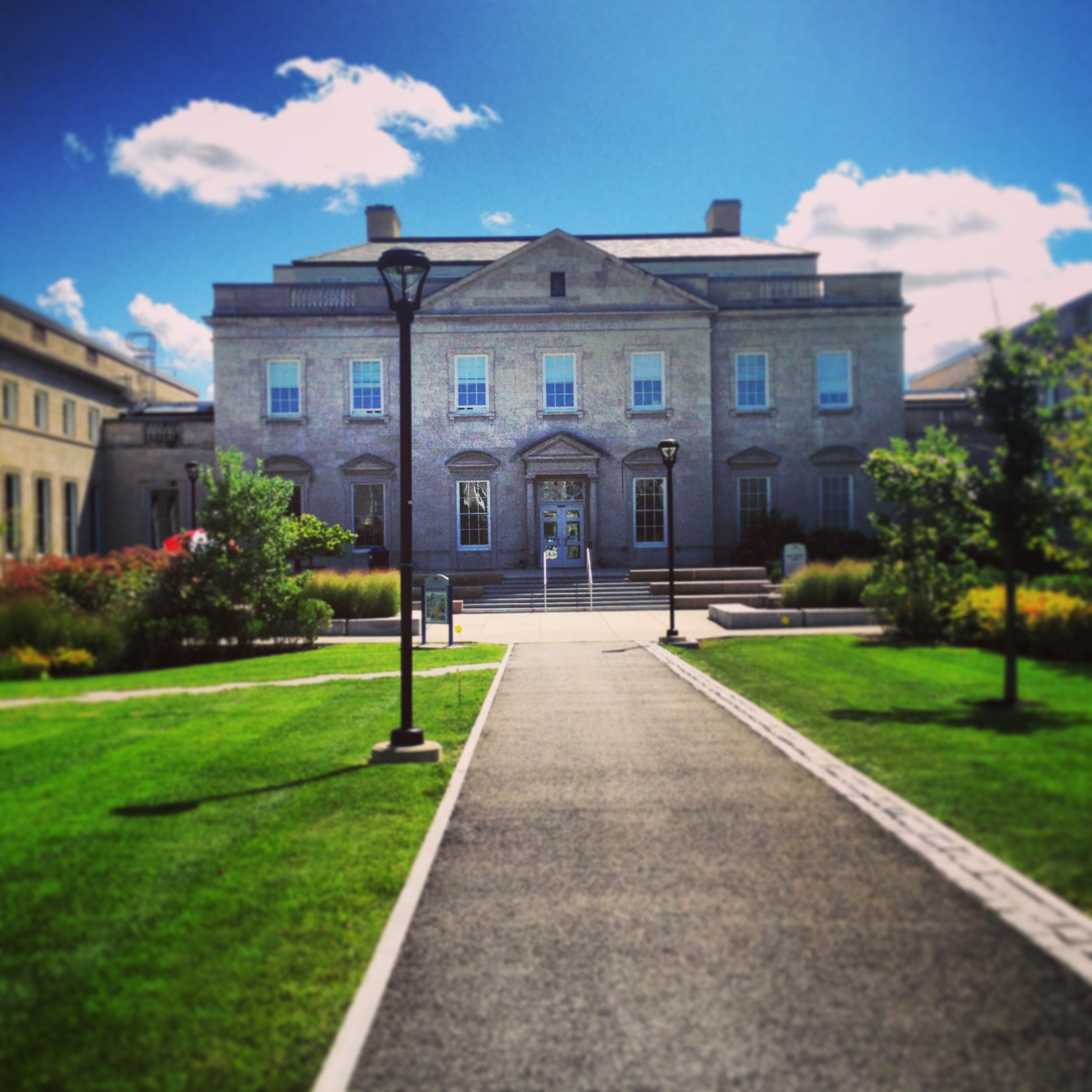
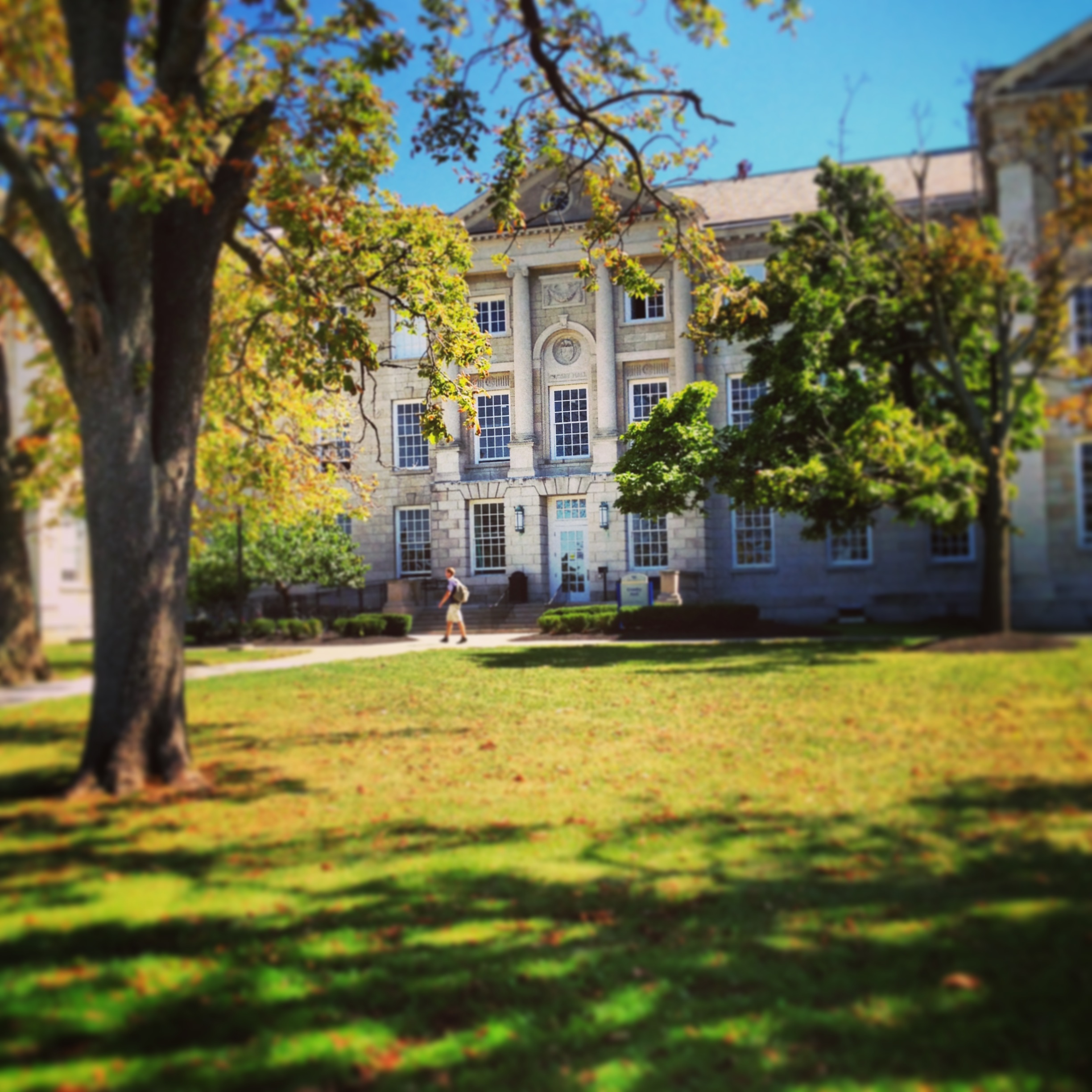
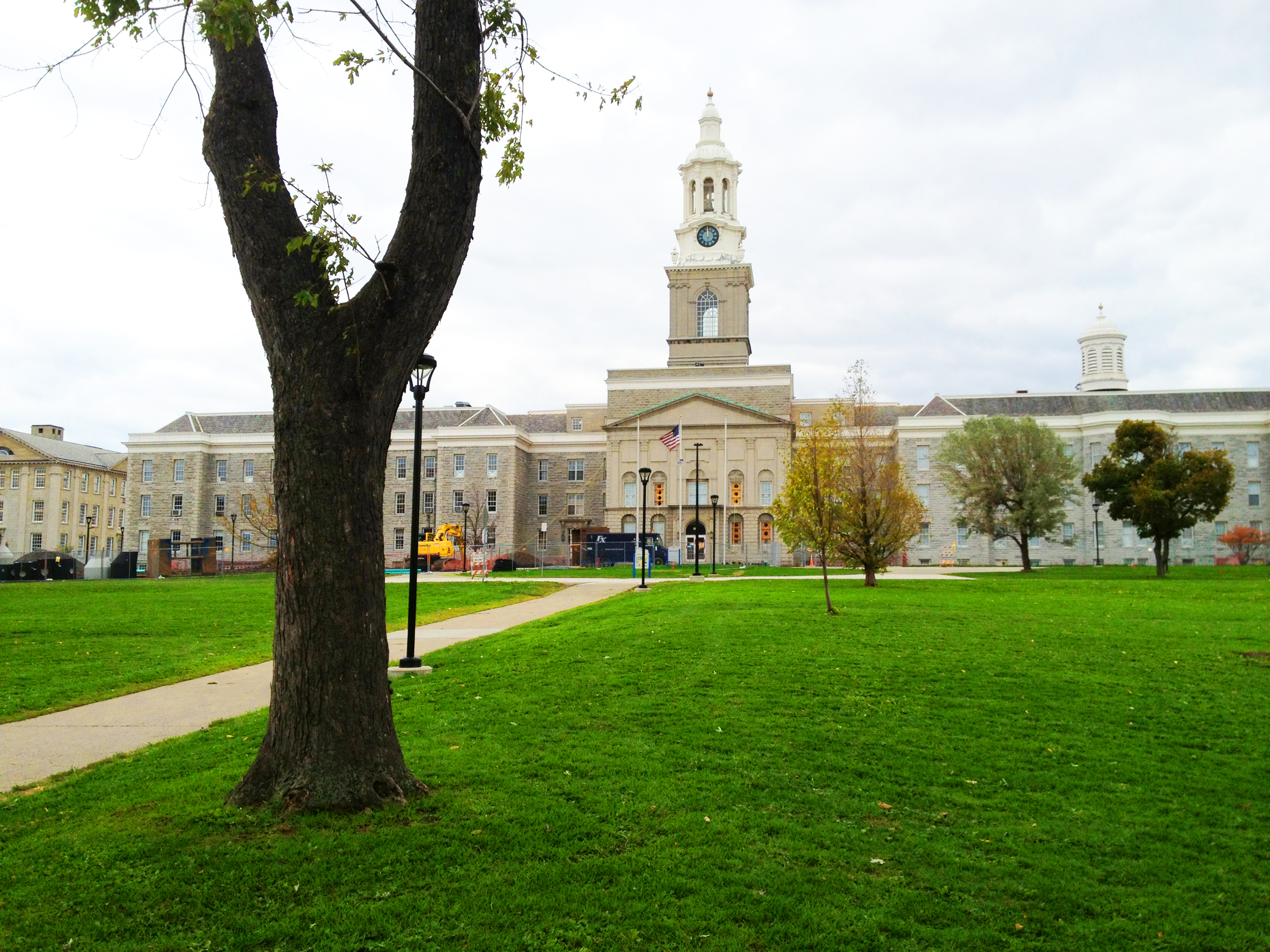
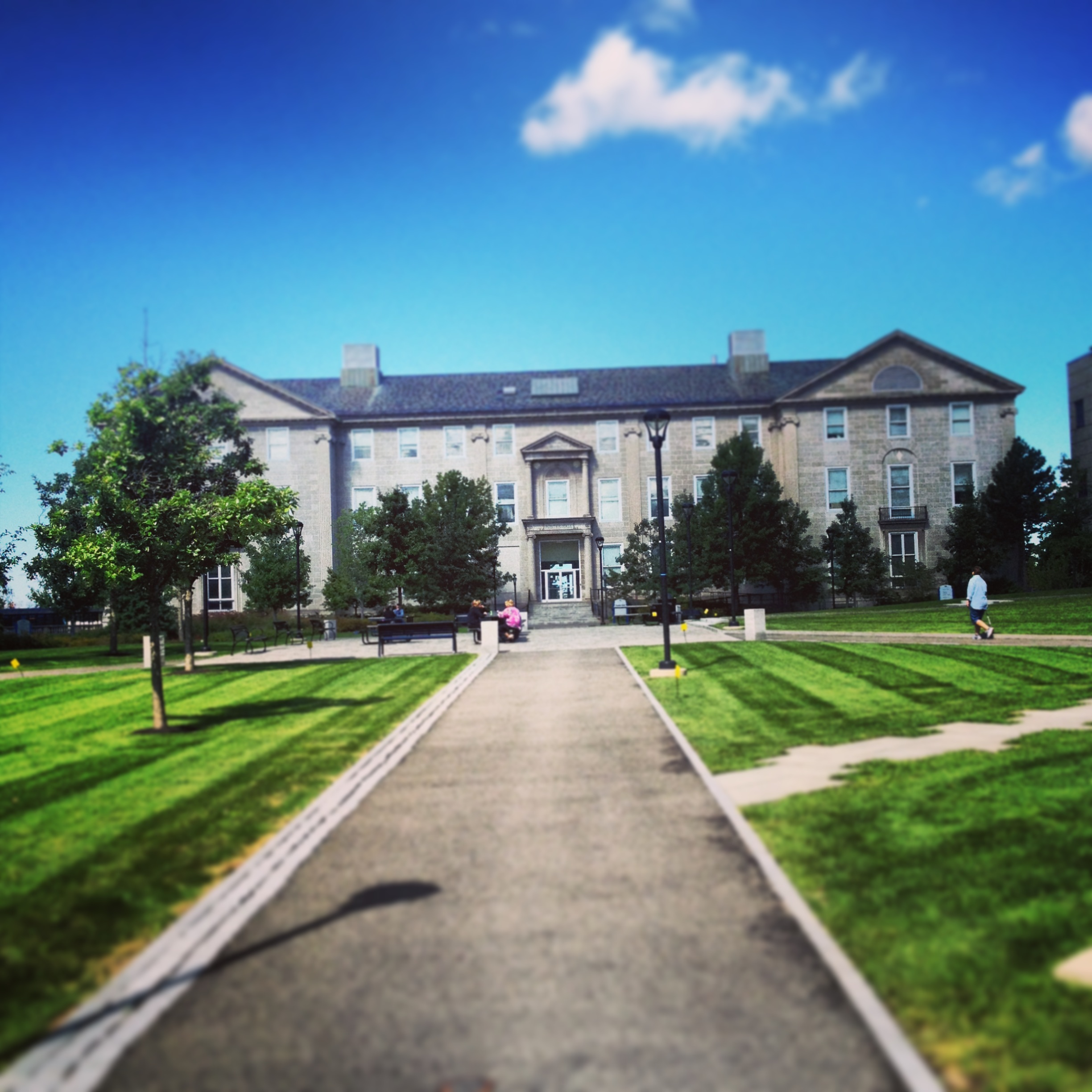
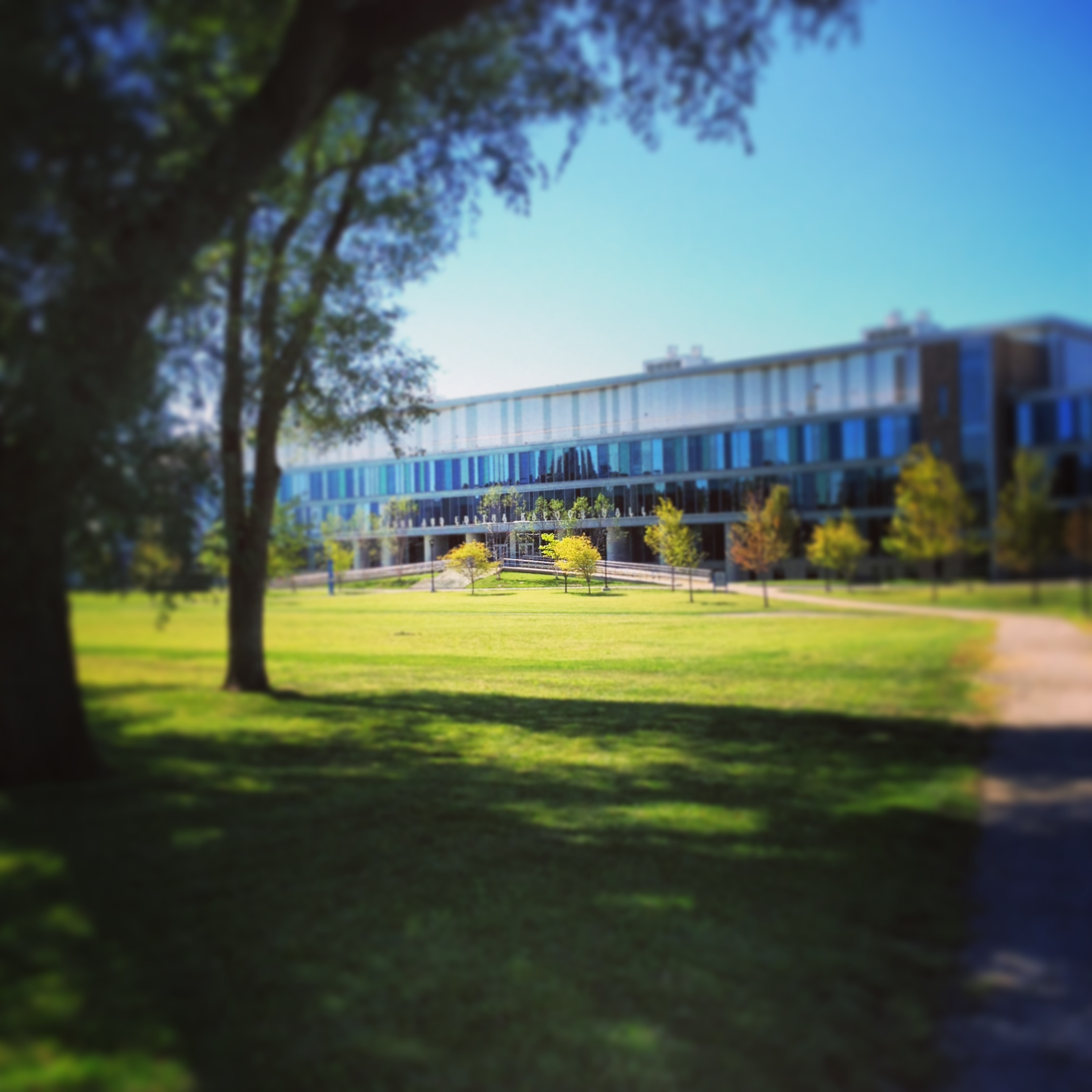

### 市中心校区
坐落于布法罗市中心，归美国第一家癌症研究、治疗和教育中心罗斯威尔·帕克癌症研究所和布法罗大学共有，这里集中了与癌症研究有关的一些生物和医学方面的科研和教学部门。

## 学术
布法罗大学现有14个学院，共开设300多个学士、硕士和博士专业，在医学、工程学、管理、建筑学等领域名列前茅。学校拥有纽约州政府支持的最大的医学院和法学院。学校的计算研究中心是美国东部最强大的超级计算处理基地。近几年来，学校建立了完备的生物信息与生命科学研究中心，着重发展生物医学与工程研究。
布法罗大学是美国最早开设计算机科学专业的学校之一，早在1980年代，学校就将大型计算机实验室开放给本科生使用。同时，布法罗大学还是因特网发展初期美国东部的重要节点。
布法罗大学建有各种图书馆11 个，拥有先进的管理系统，藏书320万余册，缩微胶片约525万份，各类刊物2万6千余种。所有图书馆设施均开放给公众使用。
水牛城大學拥有约30,648名学生，其中约15%为国际学生。據統計，研究生的国际学生比例高於本科生。

## 体育
学校运动队的官方名称为布法罗公牛队（Buffalo Bulls）。美式足球队曾在1950年代培养出数名职业橄榄球运动员。从1996年开始，学校的运动队加入中部美国大学联盟，并开始参加NCAA联赛。在最主要的男子篮球与橄榄球项目上，学校球队一直表现不佳。2005年，篮球队以微弱的差距止步于NCAA决赛圈之外，创造了近年来的最好成绩。同年，为了改变橄榄球队的糟糕表现，学校聘请了经验丰富的新教练。

## 人物
水牛城大學现有學術人员2,509名，其中纽约州立大学杰出教授17名，杰出教学教授25名，杰出服务教授14名。化学系赫伯特·豪普特曼教授于1985年獲得诺贝尔化学奖。
布法罗大学在世的校友现有17万多名，分布全美及世界122个国家及地区。其中知名校友还包括：
- 李彦宏，百度公司创始人，首席执行官
- 张汝京，中芯国际公司创始人，前首席执行官
- 郑朝晖，News Break创始人，雅虎全球资深总监、雅虎搜索引擎负责人
- 周济，前中国教育部部长，前中国工程院院长
- 陈志坚，生物学家，美国国家科学院院士
- 布莱姆·科亨，P2P软件BitTorrent作者
- 格里高利·贾维斯，挑战者号航天飞机遇难宇航员
- 哈维·韦恩斯坦，米拉麦克斯影业公司创始人，溫斯坦影業的共同始創人及公司前总裁